# Steppewisent
De steppewisent (Bison priscus) is een uitgestorven rundersoort.
Het dier kwam voor op de grasvlakten van Europa tot aan Azië en Alaska. Het dier is nauw verwant aan zowel de Amerikaanse bizons als de wisent. De verschillen tussen de steppewisent en deze soorten liggen hoofdzakelijk in de grotere hoorn- en lichaamsgrootte van de steppewisent. Stieren konden een schofthoogte van 2,2 meter bereiken en wogen bijna 1500 kilogram. De uiteinden van de elke een halve meter lange horens konden 1,2 meter uit elkaar staan.
De steppewisent is aan het eind van het Pleistoceen, dat wil zeggen tussen de 15.000 en 10.000 jaar geleden, uitgestorven toen het leefgebied verdween door klimaatverandering. Of dit ook echt de reden van zijn uitsterven was, is de vraag. Sommige auteurs wijzen de menselijke jacht als hoofdreden voor zijn uitsterven aan, zeker aangezien de kleinere 'Holocene' bizonsoorten wel overleefden. Het leefgebied, de grasvlakte van de Pleistocene mammoetsteppe, strekte zich uit van westelijk Europa tot oostelijk Azië en Alaska. In Nederland worden resten van steppewisten gevonden in kustwateren, langs grote rivieren en in de Noordzee (voornamelijk in de Eurogeul). Bij baggerwerkzaamheden en zandwinning worden veelvuldig fossielen gevonden. Middenhands- en middenvoetsbeentjes worden het meest gevonden, maar ook borstwervels en schedels. Een aantal van deze vondsten worden publiekelijk tentoongesteld in Naturalis.
In 2014 werd een nagenoeg intact exemplaar teruggevonden in Siberië, al 9300 jaar lang ingevroren. Eerder waren al gelijkaardige vondsten gedaan in Yukon en Alaska.